# Chris Torch
Chris Torch, Christopher Carl Torch, född 26 februari 1952, är en amerikansk teaterman, bosatt i Sverige sedan 1970-talet. Han är producent och konstnärlig ledare av Intercult, ett produktions- och resurscenter som arbetar framförallt med interkulturell scenkonst. Intercult har sin bas i Stockholm och skapades 1996.
Chris Torch är uppvuxen i Cleveland, Ohio, USA och fick sitt universitetsdiplom vid Amherst College 1974. Han reste till Europa med The Living Theatre 1975 och arbetade som skådespelare, framförallt i Italien, under ledning av Julian Beck och Judith Malina. Han kom till Sverige 1977.
Tidigare formade han Shikasta (Riksteaterns mångkulturella ensemble) och var dess första konstnärliga ledare 1993-1995. Han var också en av initiativtagare till festivalen Re:Orient (1993) och var redan 1977 med och grundade teatergruppen Jordcirkus, som han tillhörde fram till 1991.
Torch har deltagit aktivt i en rad organisationer över hela Europa, inte minst på Balkan och i Baltikum. Intercult har fått ett väsentligt ekonomiskt stöd från EU för detta arbete under de senaste 10 åren. 
Han var under åren 2003-2006 konstnärlig ledare för plattformen SEAS, riktad till konstnärer aktiva kring Östersjön och Adriatiska Havet med samproduktioner och utbyte som resultat. 2007-2010 riktade SEAS blicken mot Svarta Havet och Nordsjön (Black/North SEAS).
2011 inleddes ett nytt initiativ, Corners, som Torch leder konstnärligt.
Chris Torch är sedan 2007 styrelsemedlem i den europeiska Platform for Intercultural Europe, som växte ur det Europeiska Year of Intercultural Dialogue 2008. Han var vice-president i Culture Action Europe 2005-2010, Europas främsta plattform som arbetar för att påverka europeisk kulturpolitik. Han var aktiv i styrgruppen för IETM (Informal European Theatre Meeting) som är Europas nätverk för scenkonst. Sedan 2010 är han styrelseledamot i European Museum Forum och River//Cities Platform.

## Filmografi
- 1981 – Operation Leo
- 1993 – Roseanna